# Котенко, Иван Петрович
Ива́н Петро́вич Коте́нко (укр. Іван Петрович Котенко; 28 апреля 1985, Бородянка, Киевская область) — украинский футболист, полузащитник.

## Биография
В ДЮФЛ выступал за коллективы «Княжа» и «Обухов». Начал профессиональную карьеру в команде «Борисфен-2», в сезоне 2001/02 во Второй лиге Украины сыграл 16 матчей и забил 1 гол.
В составе юношеской сборной Украины до 17 лет выступал с 2000 года по 2002 год и провёл 11 матчей в которых забил 2 мяча. Выступал за студенческую сборную Украины.
Летом 2002 года попал в днепропетровский «Днепр-2», команда выступала во Второй лиге. В команде сыграл 45 матчей и забил 9 мячей. В основе «Днепра» в Высшей лиге Украины дебютировал 16 июня 2005 года в выездном матче против харьковского «Металлиста» (0:2), Котенко вышел на 78 минуте вместо Александра Мелащенко. В сезоне 2005/06 Котенко в Высшей лиге сыграл 14 матчей и забил 1 гол, на поле Иван выходил в основном на замену. В декабре 2006 года Котенко был выставлен на трансфер.
Зимой 2007 года был арендован криворожским «Кривбассом», вместе с другими игроками «Днепра». В «Кривбассе» за полгода сыграл 9 матчей в чемпионате Украины. Сезон 2007/08 провёл в аренде в ахтырском «Нефтянике-Укрнафта». Котенко сыграл 22 матча и забил 1 гол в чемпионате Украины и провёл 4 матча и забил 1 гол в Кубке Украины. Летом 2008 года перешёл в стан новичка Премьер-лиги Украины, ФК «Львов». В команде за полгода сыграл 8 матчей в чемпионате Украины. Первую половину сезона 2009/10 провёл в составе «Александрии», клуб выступал в Первой лиге Украины. Котенко сыграл там 7 матчей и забил 1 гол. Зимой 2010 года перешёл в киевскую «Оболонь», за которую выступал до конца 2012 года.
В 2013 году играл за «Крымтеплицу», ставшей последним профессиональным клубом в его карьере.